# 2010太空漫遊
《2010：太空漫遊》（英語：2010: Odyssey Two）是一本科幻小說，是整部太空漫遊系列的第二部，由亞瑟·克拉克於1981年撰寫此書，1982年出版。其後於1984年，由導演彼得·海姆斯改编成電影《威震太陽神》

## 概要
故事開始於2010年，在2000年的擔任木星任務的主持佛洛伊德博士因木星任務的失敗，已經辭去美國太空總署的工作，轉投擔任夏威夷大學的校長。在一次學術會議中，佛洛伊德博士與好友兼競敵俄國科學家莫依斯維加博士見面，見面當中，莫依斯維加博士透露因當年美國太空總署的計算失誤，被太空人鮑曼棄置在木星衛星軌道的發現號，即將墜落在木星的其中一顆衛星伊奧上，雖然發現號被棄置在軌道上，但部分木星任務的資料仍然寄存在超級電腦哈兒的硬碟上，美國太空總署不希望有關的重要資料毀滅，但美國並沒有即時可以出發的太空船，於是與俄國合作，由俄國的太空船里奧諾夫號接載包括佛洛伊德博士在內的三名美國科學家，完成拯救發現號的任務。
在前往木星的旅途中，三名美國科學家一直處於冬眠狀態中。不過，負責主要任務的佛洛伊德博士被提早解除冬眠狀態，因為在接近木星前，突然出現中國製造的太空船錢學森號（以中國航太奠基人錢學森命名）。中國人直接在太空站組裝太空船，令美俄等國家均蒙在鼓裡。錢學森號越過發現號降落在木星衛星木卫二上，美俄兩國對中國急速發展的太空技術感到驚訝，於是一直追蹤錢學森號的位置，直至錢學森號消失在木星的背日面。當錢學森號再次出現在向日面時，里奧諾夫號收到的卻是錢學森號最後發出的求救訊息，錢學森號降落在木卫二的大渠道旁，但原來該地已經孕育出生物，一種向光植物從大渠道中爬出，緩緩邁向發出強光的錢學森號，結果整架太空船被破壞，錢學森號上的人員全部罹難。
雖然面對錢學森號事件，里奧諾夫號仍需繼續任務里奧諾夫號終於來到伊奧的軌道上，發現號已經逐漸墜落到伊奧上，拯救發現號越來越急不容緩，美俄兩國的科學家合作，進入發現號修理發現號的系統，使發現號能重新啟動。儘管發現號能發動，但他們面對的最大問題是超級電腦哈兒，在第一次木星任務中，哈兒殺死了三名處於冬眠狀態的太空人及在太空中執行任務的普爾，又拒絕讓鮑曼進入太空船內，但哈兒的主設計師錢德拉博士後來發現，哈兒在原任務開始前曾受命不得透露任務目的給任務成員，但這有違電腦不對人類說謊的基本設定，因此陷入矛盾的哈兒只能試圖殺死成員以同時滿足這兩項指令。後來美國太空總署批准重新啟動哈兒，佛洛伊德博士對此並不放心，於是將斷路器安裝在哈兒上，以防萬一。
拯救發現號成功後，里奧諾夫號的另一個任務是繼續調查TMA-2，里奧諾夫號派出發現號上謹存的分離艙妮娜號作無人探測，妮娜號圍繞了TMA-2一周，儘管妮娜號推進器的氣流已經接觸到TMA-2，但TMA-2依然不為所動。與此同時，在第一次木星任務中，被TMA-2吸入無盡宇宙中的鮑曼，被塑成一種新的、不朽的個體，被稱為星童。鮑曼成為星童後，首先回到地球，引爆漂浮在地球軌道上的核彈，再見過母親最後一面及舊情人後，就受到外星生物的控制，去木星的其中幾個衛星，包括伊奧、歐羅巴及卡利斯多等視察。
還有21天，里奧諾夫號就會離開木星的軌道，出發回到地球，但鮑曼突然透過哈兒出現在佛洛伊德博士值夜班的一個晚上，並警告里奧諾夫號必須在15天內離開。對於沒有科學實證的說話，俄國人並不相信，因此不准許里奧諾夫號提早回程，不過卻准許眾人計算回程的軌道及燃料消耗。直至15天期限的前夕，地球方面從鮑曼的舊情人證實鮑曼的確以某種形式生存，加上木星上的TMA-2突然消失，後來又突破出現，並且數目多到覆蓋半個木星，俄國人才准許提早回程，但發現號需作為提早回程的額外推進器，再次被棄置在太空中，在回程中，被TMA-2覆蓋的木星發生大爆炸。
爆炸之中，發現號被吞噬，其中的哈兒在毀滅前在鮑曼的指示下發出了一則訊號，內容為：「所有木衛都去得，除歐羅巴。」
在數百年後，木星成為了另一個太陽，木星的衛星上亦開始孕育出智人生命體。

## 外部連結
- 列在網路推理小說資料庫中的《2010太空漫遊》